# Leptodactylus podicipinus
Leptodactylus podicipinus là một loài ếch thuộc họ Leptodactylidae.
Loài này có ở Argentina, Bolivia, Brasil, Paraguay, Uruguay, và có thể cả Peru.
Môi trường sống tự nhiên của chúng là xavan ẩm, vùng cây bụi ẩm khu vực nhiệt đới hoặc cận nhiệt đới, vùng cây bụi nhiệt đới hoặc cận nhiệt đới vùng đất cao, đồng cỏ khô nhiệt đới hoặc cận nhiệt đới vùng đất thấp, đồng cỏ nhiệt đới hoặc cận nhiệt đới vùng ngập nước hoặc lụt theo mùa, hồ nước ngọt có nước theo mùa, đầm nước ngọt, đầm nước ngọt có nước theo mùa, vùng đồng cỏ, vườn nông thôn, và các vùng đô thị.

## Hình ảnh

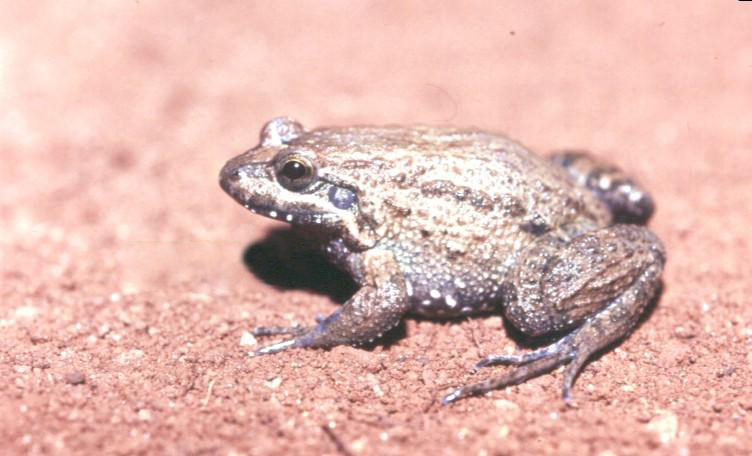
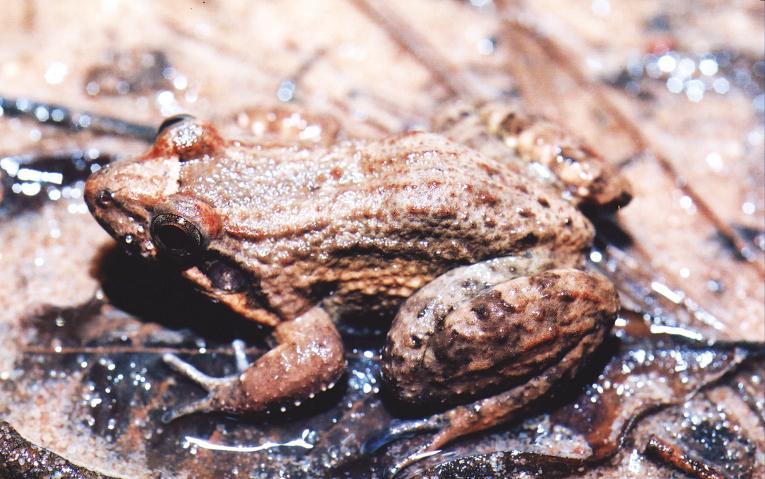
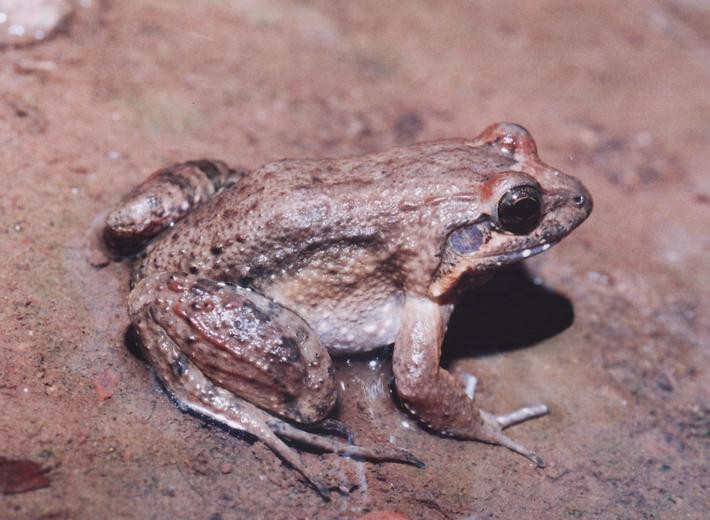
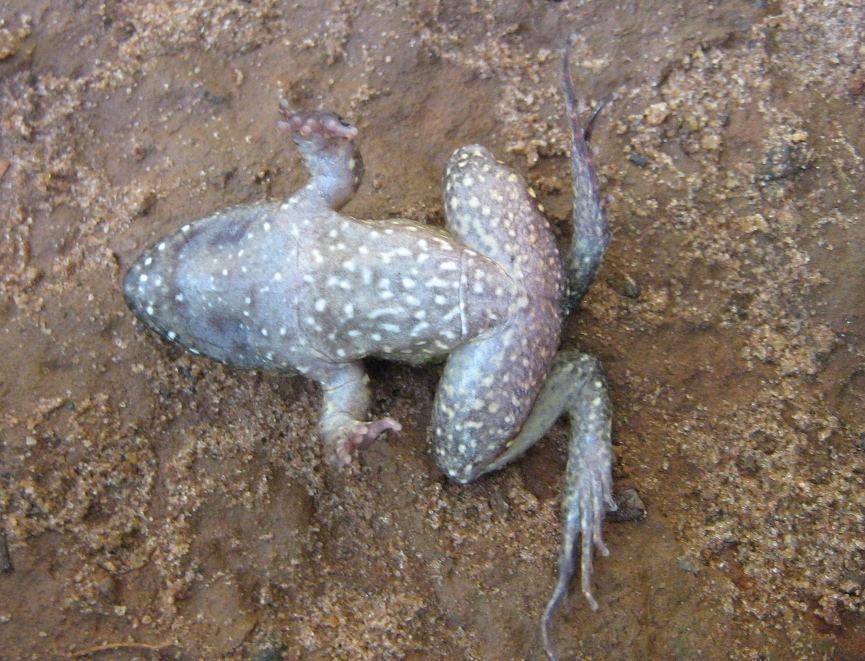